# Глуда (станция)
Глу́да (латыш. Glūda) — железнодорожная станция в Латвии, на линии Елгава — Лиепая. Расположена близ села Глуда в Елгавском крае. Является узловой станцией, здесь начинается железнодорожная линия Глуда — Реньге.

## История
В 1887 году на линии Елгава — Реньге открывается остановочный пункт Фальцграфен, в 1919 году переименованный в Глуду.. По другой информации, станция была открыта 16 марта 1920 года. Первоначальное пассажирское здание разрушено во время Первой мировой войны. Полноценная станция организована в 1928 году с открытием линии Глуда — Лиепая. До 15 февраля 2010 года здесь останавливался поезд маршрута Рига — Реньге. Поезда маршрута Рига — Лиепая не имеют остановки на станции Глуда с 2001 года.